# Abas (metgezel van Diomedes)
Abas (Grieks: Ἄβας) is een figuur in de Griekse mythologie. In de Metamorphosen van  Ovidius wordt Abas genoemd als een van de gezellen van Diomedes. Na zijn terugkeer uit Troje had Diomedes zijn koninkrijk Argos moeten verlaten, en was met zijn getrouwen, onder wie Abas, naar Italië gezeild. Hij was echter nog steeds blootgesteld aan de toorn van Aphrodite, aangezien hij haar eens bij Troje had verwond. Omdat Diomedes’ metgezel Akmon twijfelde of de godin de macht had om hun nog meer kwaad te kunnen doen, werden hij, Abas en verdere getrouwen van Diomedes door Aphrodite in een soort zwaan veranderd.

## Antieke bron
- Ovidius, Metamorphoses XIV 505.